# Agostino d'Ippona (miniserie televisiva)
Agostino d'Ippona è una miniserie televisiva del 1972 diretta da Roberto Rossellini che ripercorre gli ultimi trent'anni di vita di sant'Agostino.
Nel 2003 è stato edito anche in DVD, con una durata di 115 minuti, dall'Istituto Luce.

## Produzione
Le riprese della miniserie sono durate cinque settimane e si sono svolte presso gli scavi archeologici di Pompei, gli scavi archeologici di Ercolano, Nepi, Paestum e Roma. Dopo essere stato presentato in anteprima a Torino il 19 settembre, venne trasmesso in prima visione sul Programma Nazionale il 25 ottobre e il 1º novembre 1972.